# Maurits Mok

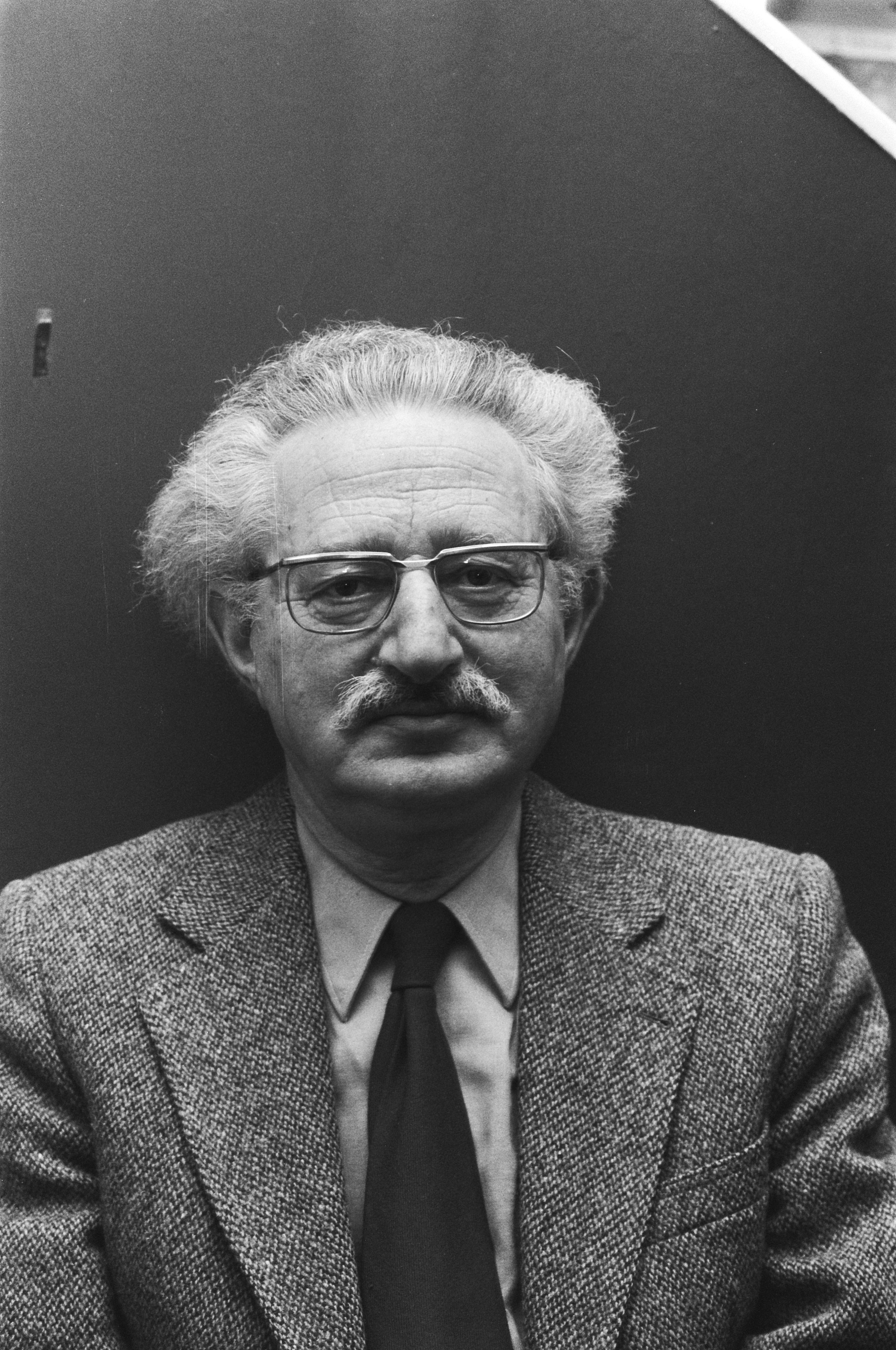
Maurits Mok in 1976.

Maurits Mok (Haarlem, 7 november 1907 - Bergen, 7 februari 1989) was een Nederlands schrijver, dichter, literatuurcriticus en vertaler. In de jaren dertig werkte hij op een handelskantoor waar hij onder andere correspondent was. Hij publiceerde gedichten in het katholieke tijdschrift De Gemeenschap, dat de stem was van een christelijke beweging, die ondogmatisch de band tussen geloof en samenleving wilde aanhalen. Mok heeft zich nooit een uitgesproken representant van de joodse traditie gevoeld. Hij leefde meer in de traditie van het christendom, verklaarde hij tegenover Wim Hazeu. ‘Veel van de elementen, die mij later als dichter door de geest zouden spelen, werden mij later door de geschiedenis in een ruiker aangeboden’. In 1934 debuteerde Mok met zijn roman Badseizoen. Dat hij met name schreef over zijn traumatische ervaringen in de Tweede Wereldoorlog moet zo worden begrepen, dat het thema van het verdoolde volk ook al voor de oorlog de onderstroom van zijn poëzie bepaalde.
Kort voor het begin van de oorlog verhuisde het middenstandsgezin Mok, vader, moeder, Maurits en een twee jaar oudere zus naar Zandvoort. Het landschap van duin en zee zou altijd de achtergrond van zijn gedichten blijven. Mok. die eigenlijk Mozes heette, veranderde deze naam in Maurits. Toen de kuststrook voor Duitse verdedigingswerken ontruimd moest worden trokken zijn ouders en zus naar Amsterdam. Daar zijn ze in 1944 verraden en vermoord in Dachau. Mogelijk heeft Mok kort ondergedoken gezeten in het Gooi, maar zelf ontkent hij dat. ‘Ik ben in de oorlogsjaren wel eens op de vlucht geweest, maar ondergedoken niet. Ik heb wel met een ster gelopen, maar heel kort'. Hij publiceerde in die tijd verschillende werken uit onder pseudoniemen als Hector/Hendrik Mantinga, Victor Langeweg en Jan Luyken jr..  Ook vertaalde hij boeken en hoorspelen van onder andere Sartre, Hegel, Heidegger, Koestler en Huxley. Als literatuurcriticus zat Mok enkele malen in de jury van de Poëzieprijs van de gemeente Amsterdam (1948, 1951, 1956, 1959), Boekenmarkt-prijs (1958, 1962), Anne Frank-prijs (1963) en de P.C. Hooft-prijs (1970).

## Epiek
Maurits Mok was in de jaren dertig en veertig een van de weinige auteurs die verhalende, epische, gedichten schreven. Martinus Nijhoff, Ed Hoornik en Slauerhoff deden dit een enkele keer, maar Mok maakte het tot een zwaartepunt van zijn werk. Hij zag in deze dichtvorm een mogelijkheid om strijdbaarheid uit te drukken, maar moest later wel erkennen, dat deze dichtwijze vatbaar was voor gemeenplaatsen en  rijmdwang. Critici reageerden wisselend op zijn productiviteit, van prijzend tot vaak afkeurend. Een epos typerend voor Moks talent en zijn wereldbeeld is het 'Kaas- en broodspel' uit 1938. De wereld bestaat uit de strijd van de natuur, maar ook uit strijd van de mensen. In dit geval het gevecht van de West-Friese boeren tegen het legeer van de graaf van Holland, uit verzet tegen nieuwe belastingen. Het enige wat zij verlangden, kaas en brood, droegen zij in hun vaandels mee. Het woord 'spel' dat Mok in de titel gebruikte, duidt op de wisselvalligheid van het gebeuren. Het perspectief is aanvankelijk wijd en vredig :
Zoo was het eeuwig, water, wind en wolken,
In kudden drijvend naar den horizont,
als op een vreemde reis verloren volken,
wier hunker nimmer meer de doortocht vond
naar het beloofde land; 
		…
Dan vallen de soldaten van de graaf aan:
Totdat een krijgsman zijn klaroenen stootte
en door de landen joeg een ruiterbent,
als pijlen op de einder afgeschoten;
de manen stonden vlammend overend;
de morgenzon werd vurig in hun zwaarden,
een huivering doorliep het rijpe graan,
terzij gedrongen door de drift der paarden;
vertrapt en tot een lege huls vergaan;

## Gedichten
In zijn latere gedichten vond Mok een korte en betere vorm om zijn gedachten uit te drukken. Het thema van de menselijke vergankelijkheid valt in zijn poëzie samen met het lot van het joodse volk. Criticus en dichter Adriaan Morriën herkende de houding van Mok in zijn gedichten als een ‘humanisme uit protest’, niet als ideaal maar als ‘een uiting van een hartgrondig wantrouwen in de mens en in de menselijke staat’, een gevoel van vergeefsheid, dat tot uiting kwam in de grote elementen van wind en zee, die soms overvloeide in vergetelheid, ‘een vorm van berusting, waarin nog een laatste verzet, een zekere hoog gestemde wrevel wordt uitgedrukt'. De tijdloosheid van het leven vindt zijn uitdrukking in de wereld van strand en zee. In 'Strand in de schemer' schreef hij :
Kinderen speelden toen de schemering
verdonkerde nog in 
de laatste lichtbaan. Hun lachen
was boven de zeerand een ander,
blinkender water. Verderop
verging het strand. Een late vogel
rustte er in zichzelf en hield nog wat 
glans bijeen op zijn vergrijzende veren
totdat een losse golf hem verder joeg.
Als  samenvatting van het poëtisch en thematisch credo van Maurits Mok kan het gedicht Gedenk de mens gelden uit de gelijknamige bundel.
De mens daar, in zijn huid van licht;
boven zijn ogen vangt zijn haar de wind;		
met alle stilten houdt zijn stervend lijf
gelijke tred, met elke vinger boort
hij peilloos water aan.
De klank die van zijn lippen in de lucht
verglijdt, het slapen dat zijn hoofd
met stof van droom bemantelt, zij omlijnen
zijn kracht, zijn weemoed, zijn volkomen stand
in zin die waanzin wordt.
Gedenk de mens, hoe hij zijn morgen heft,
twee handen onder schalen vuur,
de estafette van de eeuwigheid.
Gedenk de mens, het teken aan de muur,
het vlees dat zich als woord verspreidt.

## Proza
Het karakter van het verhalend proza van Mok wordt in de  bundel 'Het feest van Hercules' door de uitgever als volgt gekwalificeerd: ‘De verhalen van Maurits Mok hebben alle een sterke vermenging van fantasie en realiteit, vaak hebben ze te maken met natuurkrachten of de sfeer van geheimzinnig landhuizen’. Kenmerkend is ‘het dualisme tussen verdrukkende verbondenheid aan de realiteit en de overstijgende droomverbeelding’.  In het verhaal 'La Lorraine'uit deze bundel schept de auteur een vervreemding, die dicht bij huis ligt. ‘Een uithoek van het dorp. Eigenlijk bestond het dorp uit louter uithoeken…Ik ging er menige avond naar bed met de gedachte dat het de komende uren wel zou vergaan. En als ik insliep, met de wind in de oren, wist ik de ondergang zich aan het voltrekken was. Het dorp dat ik de volgende morgen vond leek op het oude, maar was een ander, door de dood heengegaan en met het raadsel van  de wedergeboorte in zijn trekken’. Personen in verhalen en novelle zijn eenzamen, kleine zwoegende middenstanders en een wat zwaar tillende dromerige jongeman. Soms opent in zo´n verhaal een vergezicht, typerend voor de schrijver. ´Men loopt op straat en denkt: de wind komt van ver, de wereld is groot en diep, er zijn veel landen en zeeën, aarde en hemel zijn in vol bedrijf, een gigantisch bouwwerk, waarin of waarachter zelfs de scherpste blik den bouwmeester niet kan ontdekken’.

## Bekroningen
Een selectie van prijzen die Maurits Mok heeft ontvangen:
- 1957 - Herman Gorterprijs voor Stormen en stilten
- 1957 - Poëzieprijs van de gemeente Amsterdam voor Stormen en stilten
- 1958 - Prijs van de Stichting Kunstenaarsverzet
- 1962 - Henriette Roland Holst-prijs, oeuvreprijs
- 1968 - Marianne Philipsprijs, oeuvreprijs

- Bibsys: 90578941
- Biografisch Portaal: 01861059
- Digitale Bibliotheek voor de Nederlandse Letteren: mok_002
- Gemeinsame Normdatei: 136562442
- International Standard Name Identifier: 0000 0000 6324 0010
- Library of Congress Control Number: n79081835
- Nationale bibliotheek van Australië: 35755952
- Nationale Bibliotheek van Israël: 987007272352305171
- Nederlandse Thesaurus van Auteursnamen: 068959893
- Système universitaire de documentation: 113368488
- Trove: 1073087
- Virtual International Authority File: 60359200
- WorldCat: E39PBJkMJ63P8k4DvTHFh4CJDq

1. ↑  Theo Bijvoet, e.a.: De Gemeenschap, Schrijversprentenboek 24, Nederlands Letterkundig Museum en Documentatiecentrum, 's-Gravenhage 1986, p. 2
2. ↑  Wim Hazeu, Ik zie het altijd voor het eerst. In gesprek met Maurits Mok (1971), in Dimensie, jrg 3, no. 1, 1978, p 61-64
3. ↑  Lisette Lewin, Literair proza, poëzie en de pers, in: Het clandestiene boek 1940-1945, van Gennep, Amsterdam, 1983, p 114,
4. ↑  Wim Hazeu, Het literair speudoniemen boek, 1987, De Bijenkorf, blz. 61-64
5. ↑  Kaas- en broodspel, de Tijdstroom, Lochem, 1938, p. 5, 8
6. ↑  Adriaan Morriën ,Humanisme uit protest, in: Concurreren met de sterren, van Oorschot, Amsterdam, 1959, p. 91-93
7. ↑  Terug door de tijd, ‘s Gravenhage, BZZTÔH, 1987, p. 17
8. ↑  Gedenk de mens, Bakker, Daamen, Den Haag, 1957, p. 5
9. ↑  Maurits Mok, Het feest van Hercules, korte verhalen, van Nijgh & Ditmar, ’s Gravenhage, Rotterdam, 1977
10. ↑  Id., La Lorraine, p. 67, 68
11. ↑  De tweede Jeugd, de Tijdstroom, Lochem, 1939, p. 13
12. ↑  KB de zeven hoodzonden
13. ↑  KB De Vader spreekt